# Alberto Braida
Alberto Braida (* 1. April 1966) ist ein italienischer Jazzpianist und Komponist.
Braida hatte ab dem siebenten Lebensjahr Klavierunterricht und studierte am Konservatorium von Piacenza. Zwischen 1989 und 1991 besuchte er Jazzseminare in Siena. Er trat dann mit Musikern wie Alessandro Bosetti, Massimo Falascone, Wolfgang Fuchs, Thomas Lehn, Fabio Martini, Fabrizio Spera, Luca Venitucci und Gianfranco Tedeschi auf.
1995 gründete er ein Improvisationstrio mit dem Kontrabassisten Tito Mangialajo und dem Schlagzeuger Carlo Virzi. Seit 1996 arbeitet er regelmäßig mit dem Klarinettisten Giancarlo Locatelli zusammen. 1997 gründete er mit anderen Musikern die Takla Improvising Group, im Folgejahr das Label Takla Records.
1999 komponierte er mit Locatelli und Fabio Martini Il viaggiatore insonne nach italienischer Lyrik der letzten fünfzig Jahre. Seiner Komposition Once It Was the Colour of Saying liegt Lyrik von Dylan Thomas zugrunde.

## Diskographische Hinweise
- Alberto Braida, Tito Mangialajo Rantzer, Carlo Virzi Trio 97, 1997
- Alberto Braida, Giancarlo Locatelli Diciannove Calefazioni 1999
- Alberto Braida, Giancarlo Locatelli, Peter Kowald Aria, 2004
- Alberto Braida, Giancarlo Locatelli, Gianfranco Tedeschi, Fabrizio Spera Ora!, 2004
- Oued, Soloalbum, 2004
- Alberto Braida, Giancarlo Locatelli Due 2004
- Alberto Braida, Lisle Ellis, Fabrizio Spera Di Terra, 2004[1]
- Alberto Braida, John Hughes Mobile, 2006
- Weightless: A Brush with Dignity, Clean Feed Records 2008 (mit John Butcher, John Edwards, Fabrizio Spera)[2]
- reg erg mit Wilbert de Joode, 2008
- Talus, 2009 (Soloalbum)
- Alberto Braida, Giancarlo Locatelli The Big Margotta, 2010
- Pipeline 8: Prayer, 2018, u. a. mit Giancarlo Locatelli, Gabriele Mitelli
- Cats in the Kitchen (2021) solo